# Felip VI d'Espanya
Felip VI d'Espanya, de naixement Felip de Borbó i Grècia  (Madrid, 30 de gener de 1968) és l'actual rei d'Espanya, títol pel qual ostenta els càrrecs de cap d'Estat i capità general de les Forces Armades. Fou proclamat davant de les Corts Generals el 19 de juny del 2014 després de fer-se efectiva l'abdicació del seu pare. Seguint la numeració dels reis d'Aragó li correspondria el nom de Felip V d'Aragó.
És el tercer fill del matrimoni format per Joan Carles I de Borbó i Sofia de Grècia. Està casat amb Letícia Ortiz, reina consort, amb qui té dues filles, Elionor de Borbó –princesa d'Astúries– i Sofia de Borbó.

## Biografia
Fou batejat amb els noms de Felip Joan Pau Alfons de Tots els Sants de Borbó i Grècia. Va iniciar els seus estudis el setembre de 1973 al Col·legi de Santa María de los Rosales de Madrid, allà cursaria tot la seva educació obligatòria i el batxillerat.
El 22 de novembre de 1975 esdevenia oficialment hereu a la Corona amb la proclamació del seu pare com a rei, fet totalment oficialitzat amb l'obtenció del títol de Príncep d'Astúries i els altres lligats a l'hereu espanyol el 22 de gener de 1977.
El 3 de maig de 1981 és condecorat amb el collar de l'Orde del Toisó d'Or i el 3 d'octubre del mateix any fa el seu primer discurs oficial durant el lliurament dels Premis Príncep d'Astúries a Oviedo, que havien estat creats l'any anterior. De setembre de 1984 a juny de 1985 va realitzar un curs preuniversitari en el Lakefield College School, al Canadà. El 30 de gener de 1986 compleix la majoria d'edat i jura la Constitució davant els membres de les Corts. L'11 d'octubre de 1985 va jurar bandera com a cadet de l'Acadèmia General Militar de Saragossa, on va rebre formació militar fins al juliol de 1988, per després continuar-los a l'Escola Naval Militar de Marín i l'Acadèmia General de l'Aire de San Javier.
Inicia els seus estudis de Dret a la Universidad Autónoma de Madrid el 1988 i es llicencia el 1993. Aquell any inicia un màster en Relacions Internacionals per l'Edmund Whool of Foreign Service de la Universitat de Georgetown, el qual finalitza el 1995.
Va ser membre de l'equip olímpic de vela espanyol als Jocs Olímpics de Barcelona 1992, en la inauguració dels quals desfilà com a banderer de la selecció espanyola.
El 22 de maig de 2004 es va casar amb la periodista asturiana Letizia Ortiz Rocasolano, amb la qual ha tingut dues filles: el 31 d'octubre de 2005 la princesa Elionor i el 29 d'abril de 2007 la Infanta Sofia.
En néixer ostentava la dignitat d'Infant d'Espanya i des del 22 de gener de 1977 els títols de Príncep de Girona, Príncep d'Astúries, Príncep de Viana i els altres títols històrics dels primogènits dels diferents regnes hispànics (duc de Montblanc, comte de Cervera i senyor de Balaguer), amb el tractament d'Altesa Reial. El 30 de gener de 1986, en fer divuit anys, va jurar fidelitat a la Constitució i al Rei, davant les Corts Generals.
El 2 de juny de 2014, el seu pare anuncià la seva intenció d'abdicar la corona en Felip, qui va ser proclamat. rei com Felip VI (segons la numeració de la Corona d'Aragó seria Felip V), el 19 de juny després que el Consell de Ministres va regular d'urgència la llei orgànica d'abdicació.

### Ús dels títols d'hereu

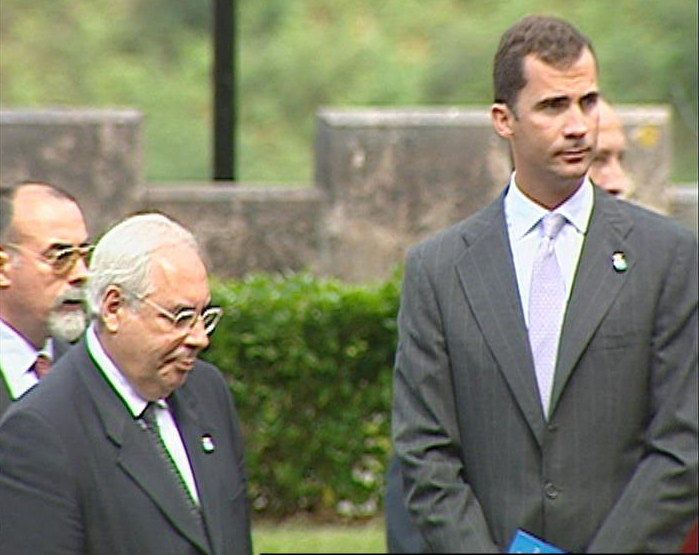
El Príncep Felip i Vicente Álvarez Areces

El príncep Felip ostentà des del 21 de gener de 1977 els títols tradicionals vinculats a l'hereu de la corona, com afirma el Reial Decret de nomenament (RD 54/1977, BOE del 22 de gener de 1977), on només consta el de Príncep d'Astúries i la fórmula «i altres títols vinculats tradicionalment al successor de la Corona d´Espanya». Altrament, durant el seu període com a príncep, va utilitzar els altres títols, alguns dels quals no es feien servir oficialment des de feia segles. Pel que fa al títol de Príncep de Viana, vinculat a l'antic regne de Navarra, el va ostentar normalment durant les seves visites a la comunitat foral, on presidia els Premis Príncep de Viana.
Pel que fa als títols de l'antiga Corona d'Aragó, en resposta a una invitació del president de la Generalitat de Catalunya, Jordi Pujol el 21 d'abril de 1990, Felip va realitzar una vista oficial a Catalunya, on va visitar les ciutats de Girona, Cervera i Balaguer, i on utilitzà els títols vinculats a cada localitat.
El príncep de Girona va visitar l'Ajuntament de Girona, i davant del ple, presidit per l'alcalde, Joaquim Nadal, i el president de la Generalitat, va elogiar la tradició pactista de Catalunya perquè «és la llibertat amb responsabilitat» i «una de les nostres fonts jurídiques, socials i humanes més exemplars per establir un clima de convivència». També va visitar la Universitat de Girona, el Monestir de Montserrat i el Parlament de Catalunya, on va afirmar que «Catalunya és el que els catalans volen que sigui».

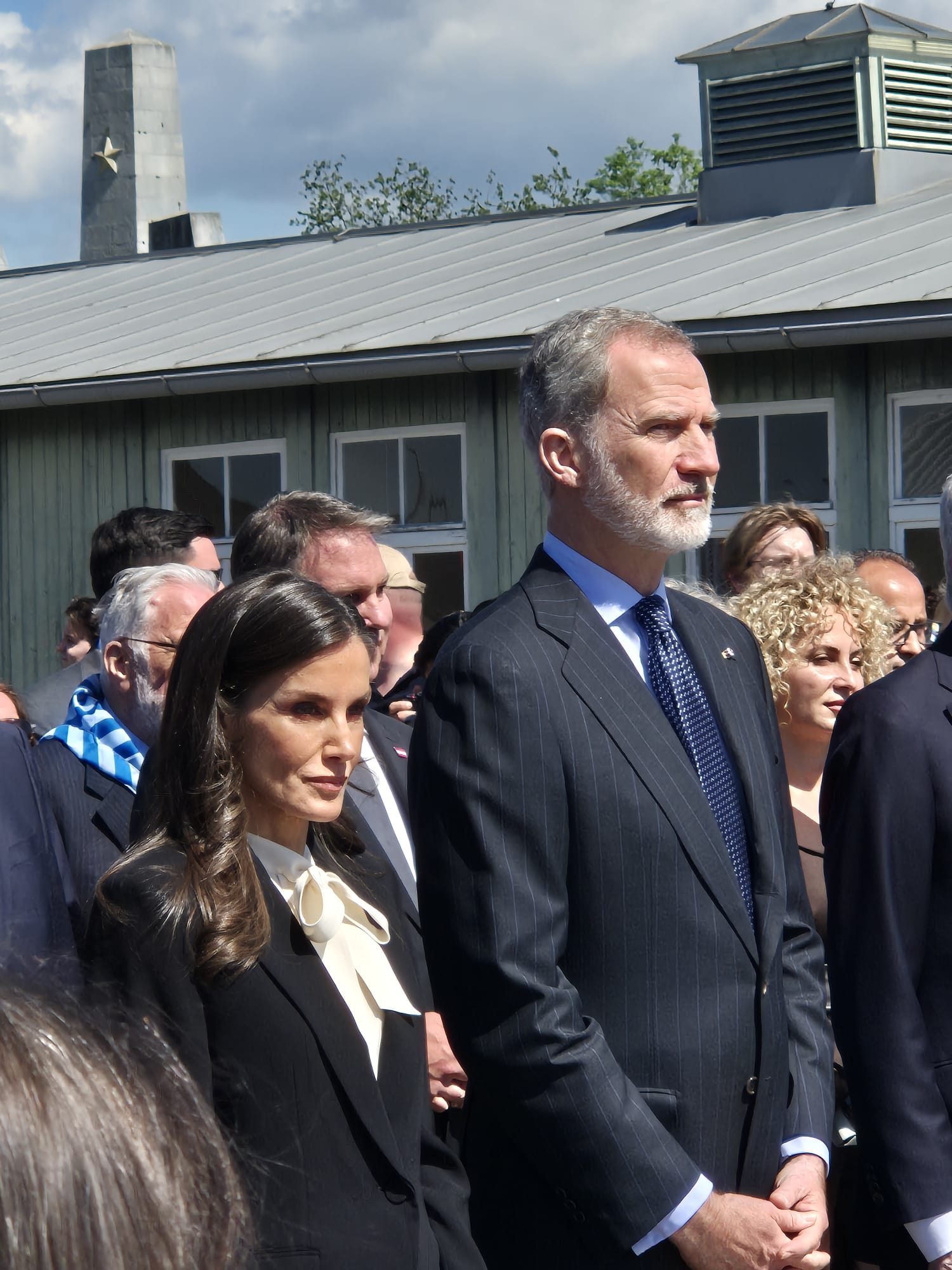
El Rey Felipe y la Reina Letizia el 11 de mayo de 2025, en Mauthausen, durante la celebración del 80 aniversario de la liberación del campo de exterminio.

El 22 d'abril visità Cervera, on va ser rebut amb les salves d'honor dels trabucaires de Solsona a la plaça de la universitat, i on visità l'ajuntament, en presència de l'alcalde de Cervera, Joan Salat, va dirigir-se als catalans dient que «no només no heu de renunciar a les vostres peculiaritats, a aquesta nacionalitat catalana que tant estimeu i estimem tots, sinó que també entre tots l'hem d'enfortir». El mateix dia visità també Balaguer, i en el seu ajuntament també va pronunciar un discurs en presència de l'alcalde, Miquel Aguilà, en el qual va elogiar la tradició catalana que «combina l'arrelament amb l'universalisme», en referència a l'expansió mediterrània medieval.
No visità aleshores la ciutat de Montblanc, a causa d'una polèmica local, que la va impossibilitar. Realitzaria la visita de rigor el 1996, acompanyat per l'alcalde, Andreu Mayayo, va assistir a una missa oficiada per l'arquebisbe de Tarragona, Ramon Torrella, i també va visitar el Reial Monestir de Santa Maria de Poblet, on va contemplar les tombes reials.

## Regnat
El 19 de juny de 2014 va ser proclamat rei davant de les Corts Generals, amb el nom de Felipe VI, en una cerimònia laica celebrada al Congrés dels Diputats de Madrid, on va jurar la Constitució amb presència de les màximes autoritats polítiques i institucionals del país. Després va anar en comitiva pels carrers de la capital espanyola fins al Palau Reial de Madrid, on va celebrar una recepció oficial. En el discurs d'inauguració del seu regnat va abordar diferents temes sensibles que en el moment de la proclamació estaven a l'ordre del dia. El principal fou respondre al procés independentista català. Així, tot adreçant-se als diputats, va expressar que "la unitat no vol dir uniformitat", deixant clar doncs que a Espanya hi ha diferents "pobles" als quals "s'ha de respectar" i que tenen llengües pròpies que, a més, "s'han de promoure". En aquest sentit, va remarcar que Espanya és un país que històricament ha estat i segueix estant divers i que això és el que fa la força i unitat. Tanmateix, parlava d'Espanya com si fos una nació, passant per alt l'article 2 del títol preliminar que "reconeix i garanteix el dret a l'autonomia de les nacionalitats i de les regions" que integren Espanya.
El president de la Generalitat de Catalunya va qualificar el discurs de "res de nou", a més de no haver aplaudit, juntament amb el lehendakari Urkullu, en la clausura final. El president Mas, de fet, va argumentar que s'hagués esperat que el rei hagués parlat de les nacions que componen l'estat espanyol i no de "la nació" tal com ho va fer. En aquest sentit, la premsa mateixa es feia ressò de les dues paraules en gallec, castellà, català i basc que va pronunciar Felip VI al final del discurs "muchas gracias, moltes gràcies, eskerrik asko, moitas grazas", que va qualificar de minses i pobres davant l'expectativa d'un discurs proporcionalment pronunciat en les diverses llengües de l'estat espanyol. Felip VI també va fer referència a l'escàndol de corrupció que envolta la seva família, com el cas Nóos, responent que assumia el paper d'una "monarquia renovada" i adaptada als nous temps, que ha d'escoltar la ciutadania. Durant la cerimònia es varen detenir manifestants que en paral·lel es manifestaven al carrer per la celebració d'un referèndum sobre la continuïtat de la monarquia i, per consegüent, la substitució d'aquesta per una república. De fet, el dia abans es va anunciar que tot tipus de manifestació d'aquesta mena, així com l'exhibició de la bandera republicana espanyola, quedaven prohibides al·legant temes de "seguretat". En l'àmbit internacional, la premsa es feia ressò de la coronació posant, precisament, èmfasi en aquests temes, d'una part la corrupció que assetja la família del rei i, per tant, aquesta voluntat de "renovació"; i la voluntat de Catalunya i el País Basc d'esdevenir estats.
La data de la seva accessió al tron va ser controvertida i considerada per alguns com un insult a la població de Xàtiva: exactament el 19 de juny del 1707 el seu predecessor Felip V d'Espanya va ordenar a les seves tropes incendiar la ciutat i deportar la població a La Manxa.

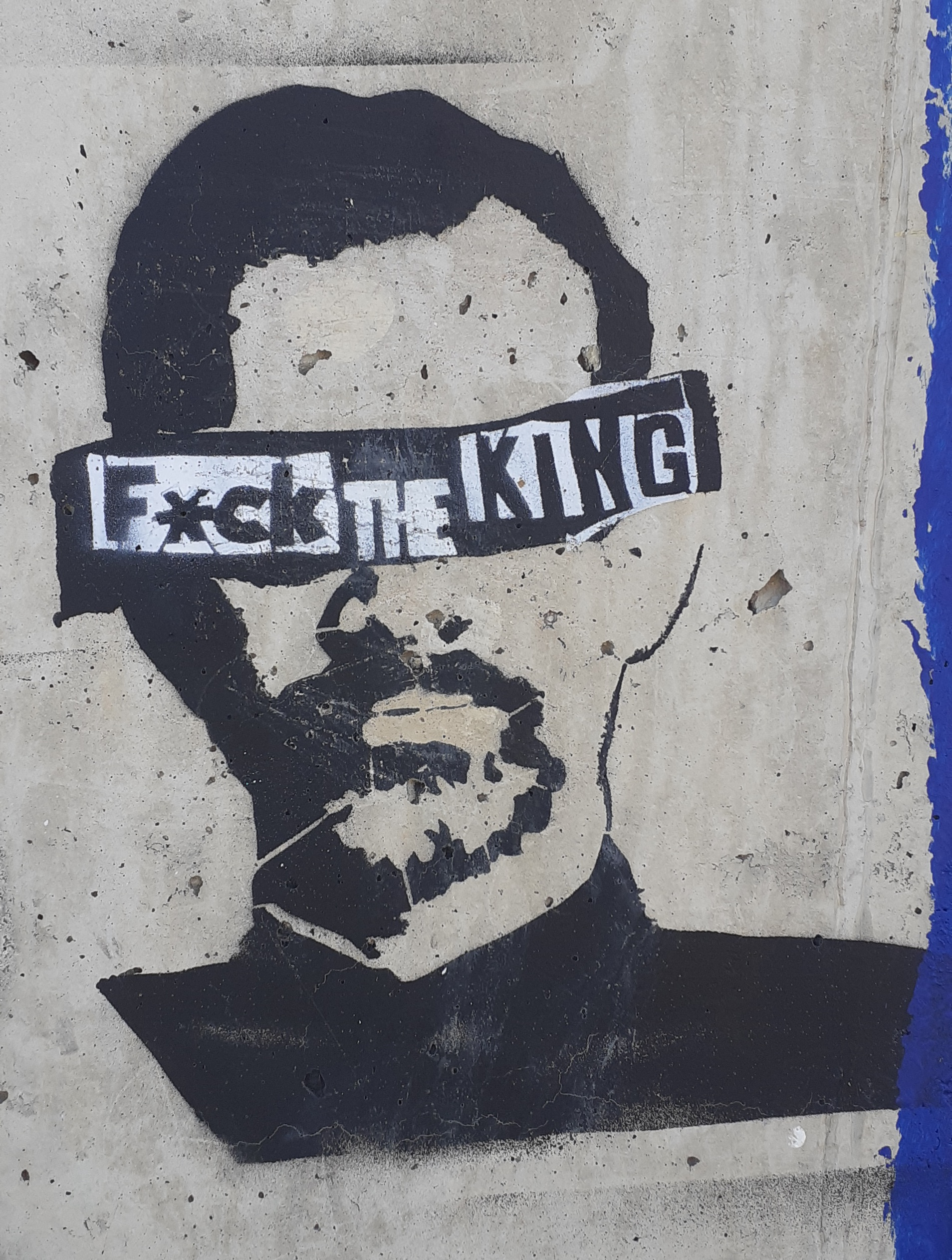
Estergit dedicat a Felip VI a Alpicat

El 3 d'octubre de 2017 va fer emetre un missatge en directe per diversos mitjans de comunicació a l'hora on recolzava l'acció del govern espanyol durant el dia del referèndum sobre la independència de Catalunya. Aquestes declaracions van fer que dies després fou declarat “persona non grata” a la ciutat de Girona. Va tornar a Catalunya el febrer de 2018 amb motiu de la celebració del Mobile World Congress, davant de diverses concentracions de rebuig. Ni l'alcaldessa Ada Colau ni el president del Parlament Roger Torrent van participar del besamans de la recepció que va tenir lloc al Palau de la Música, tot i que sí que van assistir al posterior sopar. L'11 d'octubre de 2018 el Parlament de Catalunya va reprovar la seva figura pel paper desenvolupat durant el procés independentista. Dies després també ho faria el ple de l'Ajuntament de Barcelona.
Al seu últim acte va agraïr a Andorra per acollir espanyols a la Guerra Civil.

### Renúncia a l'herència de Joan Carles I
En 2020, en sortir a la llum pública la participació del seu pare Joan Carles I d'Espanya en fundacions nodrides amb fons opacs, va retirar-li l'assignació anual de 200.000 euros i va renunciar a l'herència monetària i financera que no s'ajustés a la legalitat, rectitud i integritat de l'activitat institucional i privada.
En el discurs de Nadal de 2020, Felip VI va dir que els «principis morals i ètics» obliguen «a tots sense excepcions» i «per sobre de consideracions personals o familiars», tot i que no va referir-se explícitament a la situació del seu pare. També va citar la Constitució com a garantia contra la pandèmia de la COVID-19. El discurs va ser criticat per Podem i per part dels partits independentistes, mentre que PSOE, PP, Cs i Vox van defensar-lo.

## Títols, estils i armes

### Títols i estils

Monograma Reial de Felip VI

Joan Carles es va convertir en Rei a finals de novembre del 1975, però no es va conferir cap títol a Felip com a hereu fins al 1977, quan va ser proclamat Príncep d'Astúries, el títol tradicional que normalment ostenta l'hereu al tron espanyol. El reial decret pel qual se li concedia aquest títol també el facultava per utilitzar "els altres títols històrics corresponents a l'hereu de la Corona". Felip va començar a utilitzar públicament el títol aragonès de Príncep de Girona el 21 d'abril de 1990, durant un viatge per l'Aragó, Catalunya i País Valencià, convertint-se en el primer Borbó a utilitzar aquest títol.
En pujar al tron, Felip va assumir els mateixos títols que ostentava el seu pare. Si els antics Regnes d'Aragó i Navarra tinguessin estils de denominació separats, també seria conegut com a Felip V d'Aragó i Felip VIII de Navarra juntament amb Felip VI de Castella.
- 30 de gener de 1968 – 20 de novembre de 1975: Sa Altesa Reial l'Infant Felip.
- 20 de novembre de 1975 – 1 de novembre de 1977: Sa Altesa Reial el Príncep d'Astúries (de facto).[n. 2]
- 1 de novembre de 1977 – 19 de juny de 2014: Sa Altesa Reial el Príncep d'Astúries.[29]
- 19 de juny de 2014 – present: Sa Majestat el Rei.[30]

### Armes
Com a hereu del tron espanyol, les armes de Felip eren l'escut d'Espanya amb un lambel de tres puntes atzur (blau). El primer quarter representa Castella, el segon a Lleó, el tercer a Aragó i el quart a Navarra; a sota hi ha les armes de Granada. Al centre, sobre un inescuts, les armes ancestrals de la Casa sobirana de Borbó-Anjou. Envoltava l'escut el collaret de l'Orde del Toisó d'Or i, sobre ell, la corona heràldica de l'hereu al tron, decorada amb quatre semiarcs.
Després del seu accés al tron, es va suprimir l'etiqueta de les seves armes i es va canviar la corona de l'hereu per la del monarca (vuit mitges arcades en lloc de quatre). Aquestes armes difereixen de les del seu pare com a rei, ja que ometen la Creu de Borgonya, el jou i la gavilla de cinc fletxes.

## Ascendents
El rei Felip VI és descendent directe d'importants governants de diversos països europeus. És descendent de Victòria Eugènia; de Lluís XIV de França a través de la Casa de Borbó; de l'emperador Carles V del Sacre Imperi Romanogermànic, membre de la dinastia dels Habsburg del Sacre Imperi Romanogermànic; del rei Pau I de Grècia i de la Casa de Savoia d'Itàlia.
|  |                                                                    |  |  |  |  |  |  |  |  |  |  |  |  |  |  |  |
|  | 16. Alfons XII, rei d'Espanya                                      |  |  |  |  |  |  |  |  |  |  |  |  |  |  |  |
|  |                                                                    |  |  |  |  |  |  |  |  |  |  |  |  |  |  |  |
|  |                                                                    |  |  |  |  |  |  |  |  |  |  |  |  |  |  |  |
|  | 8. Alfons XIII, rei d'Espanya                                      |  |  |  |  |  |  |  |  |  |  |  |  |  |  |  |
|  |                                                                    |  |  |  |  |  |  |  |  |  |  |  |  |  |  |  |
|  |                                                                    |  |  |  |  |  |  |  |  |  |  |  |  |  |  |  |
|  | 17. Maria Cristina d'Àustria                                       |  |  |  |  |  |  |  |  |  |  |  |  |  |  |  |
|  |                                                                    |  |  |  |  |  |  |  |  |  |  |  |  |  |  |  |
|  |                                                                    |  |  |  |  |  |  |  |  |  |  |  |  |  |  |  |
|  | 4. Joan de Borbó i Battenberg                                      |  |  |  |  |  |  |  |  |  |  |  |  |  |  |  |
|  |                                                                    |  |  |  |  |  |  |  |  |  |  |  |  |  |  |  |
|  |                                                                    |  |  |  |  |  |  |  |  |  |  |  |  |  |  |  |
|  | 18. Enric de Battenberg                                            |  |  |  |  |  |  |  |  |  |  |  |  |  |  |  |
|  |                                                                    |  |  |  |  |  |  |  |  |  |  |  |  |  |  |  |
|  |                                                                    |  |  |  |  |  |  |  |  |  |  |  |  |  |  |  |
|  | 9. Victòria Eugènia de Battenberg                                  |  |  |  |  |  |  |  |  |  |  |  |  |  |  |  |
|  |                                                                    |  |  |  |  |  |  |  |  |  |  |  |  |  |  |  |
|  |                                                                    |  |  |  |  |  |  |  |  |  |  |  |  |  |  |  |
|  | 19. Beatriu del Regne Unit                                         |  |  |  |  |  |  |  |  |  |  |  |  |  |  |  |
|  |                                                                    |  |  |  |  |  |  |  |  |  |  |  |  |  |  |  |
|  |                                                                    |  |  |  |  |  |  |  |  |  |  |  |  |  |  |  |
|  | 2. Joan Carles I d'Espanya                                         |  |  |  |  |  |  |  |  |  |  |  |  |  |  |  |
|  |                                                                    |  |  |  |  |  |  |  |  |  |  |  |  |  |  |  |
|  |                                                                    |  |  |  |  |  |  |  |  |  |  |  |  |  |  |  |
|  | 20. Alfons de Borbó-Dues Sicílies                                  |  |  |  |  |  |  |  |  |  |  |  |  |  |  |  |
|  |                                                                    |  |  |  |  |  |  |  |  |  |  |  |  |  |  |  |
|  |                                                                    |  |  |  |  |  |  |  |  |  |  |  |  |  |  |  |
|  | 10. Carles de Borbó-Dues Sicílies                                  |  |  |  |  |  |  |  |  |  |  |  |  |  |  |  |
|  |                                                                    |  |  |  |  |  |  |  |  |  |  |  |  |  |  |  |
|  |                                                                    |  |  |  |  |  |  |  |  |  |  |  |  |  |  |  |
|  | 21. Maria Antonieta de Borbó-Dues Sicílies                         |  |  |  |  |  |  |  |  |  |  |  |  |  |  |  |
|  |                                                                    |  |  |  |  |  |  |  |  |  |  |  |  |  |  |  |
|  |                                                                    |  |  |  |  |  |  |  |  |  |  |  |  |  |  |  |
|  | 5. Maria de la Mercè de Borbó-Dues Sicílies                        |  |  |  |  |  |  |  |  |  |  |  |  |  |  |  |
|  |                                                                    |  |  |  |  |  |  |  |  |  |  |  |  |  |  |  |
|  |                                                                    |  |  |  |  |  |  |  |  |  |  |  |  |  |  |  |
|  | 22. Felip d'Orleans                                                |  |  |  |  |  |  |  |  |  |  |  |  |  |  |  |
|  |                                                                    |  |  |  |  |  |  |  |  |  |  |  |  |  |  |  |
|  |                                                                    |  |  |  |  |  |  |  |  |  |  |  |  |  |  |  |
|  | 11. Lluïsa d'Orleans                                               |  |  |  |  |  |  |  |  |  |  |  |  |  |  |  |
|  |                                                                    |  |  |  |  |  |  |  |  |  |  |  |  |  |  |  |
|  |                                                                    |  |  |  |  |  |  |  |  |  |  |  |  |  |  |  |
|  | 23. Maria Isabel d'Orleans                                         |  |  |  |  |  |  |  |  |  |  |  |  |  |  |  |
|  |                                                                    |  |  |  |  |  |  |  |  |  |  |  |  |  |  |  |
|  |                                                                    |  |  |  |  |  |  |  |  |  |  |  |  |  |  |  |
|  | 1. Felip VI d'Espanya                                              |  |  |  |  |  |  |  |  |  |  |  |  |  |  |  |
|  |                                                                    |  |  |  |  |  |  |  |  |  |  |  |  |  |  |  |
|  |                                                                    |  |  |  |  |  |  |  |  |  |  |  |  |  |  |  |
|  | 24. Jordi I de Grècia                                              |  |  |  |  |  |  |  |  |  |  |  |  |  |  |  |
|  |                                                                    |  |  |  |  |  |  |  |  |  |  |  |  |  |  |  |
|  |                                                                    |  |  |  |  |  |  |  |  |  |  |  |  |  |  |  |
|  | 12. Constantí I de Grècia                                          |  |  |  |  |  |  |  |  |  |  |  |  |  |  |  |
|  |                                                                    |  |  |  |  |  |  |  |  |  |  |  |  |  |  |  |
|  |                                                                    |  |  |  |  |  |  |  |  |  |  |  |  |  |  |  |
|  | 25. Olga de Rússia                                                 |  |  |  |  |  |  |  |  |  |  |  |  |  |  |  |
|  |                                                                    |  |  |  |  |  |  |  |  |  |  |  |  |  |  |  |
|  |                                                                    |  |  |  |  |  |  |  |  |  |  |  |  |  |  |  |
|  | 6. Pau I de Grècia                                                 |  |  |  |  |  |  |  |  |  |  |  |  |  |  |  |
|  |                                                                    |  |  |  |  |  |  |  |  |  |  |  |  |  |  |  |
|  |                                                                    |  |  |  |  |  |  |  |  |  |  |  |  |  |  |  |
|  | 26. Frederic III de Prússia                                        |  |  |  |  |  |  |  |  |  |  |  |  |  |  |  |
|  |                                                                    |  |  |  |  |  |  |  |  |  |  |  |  |  |  |  |
|  |                                                                    |  |  |  |  |  |  |  |  |  |  |  |  |  |  |  |
|  | 13. Sofia de Prússia                                               |  |  |  |  |  |  |  |  |  |  |  |  |  |  |  |
|  |                                                                    |  |  |  |  |  |  |  |  |  |  |  |  |  |  |  |
|  |                                                                    |  |  |  |  |  |  |  |  |  |  |  |  |  |  |  |
|  | 27. Victòria del Regne Unit                                        |  |  |  |  |  |  |  |  |  |  |  |  |  |  |  |
|  |                                                                    |  |  |  |  |  |  |  |  |  |  |  |  |  |  |  |
|  |                                                                    |  |  |  |  |  |  |  |  |  |  |  |  |  |  |  |
|  | 3. Sofia de Grècia                                                 |  |  |  |  |  |  |  |  |  |  |  |  |  |  |  |
|  |                                                                    |  |  |  |  |  |  |  |  |  |  |  |  |  |  |  |
|  |                                                                    |  |  |  |  |  |  |  |  |  |  |  |  |  |  |  |
|  | 28. Ernest August de Hannover                                      |  |  |  |  |  |  |  |  |  |  |  |  |  |  |  |
|  |                                                                    |  |  |  |  |  |  |  |  |  |  |  |  |  |  |  |
|  |                                                                    |  |  |  |  |  |  |  |  |  |  |  |  |  |  |  |
|  | 14. Ernest August de Hannover                                      |  |  |  |  |  |  |  |  |  |  |  |  |  |  |  |
|  |                                                                    |  |  |  |  |  |  |  |  |  |  |  |  |  |  |  |
|  |                                                                    |  |  |  |  |  |  |  |  |  |  |  |  |  |  |  |
|  | 29. Thyra de Dinamarca                                             |  |  |  |  |  |  |  |  |  |  |  |  |  |  |  |
|  |                                                                    |  |  |  |  |  |  |  |  |  |  |  |  |  |  |  |
|  |                                                                    |  |  |  |  |  |  |  |  |  |  |  |  |  |  |  |
|  | 7. Frederica de Hannover                                           |  |  |  |  |  |  |  |  |  |  |  |  |  |  |  |
|  |                                                                    |  |  |  |  |  |  |  |  |  |  |  |  |  |  |  |
|  |                                                                    |  |  |  |  |  |  |  |  |  |  |  |  |  |  |  |
|  | 30. Guillem II de Prússia                                          |  |  |  |  |  |  |  |  |  |  |  |  |  |  |  |
|  |                                                                    |  |  |  |  |  |  |  |  |  |  |  |  |  |  |  |
|  |                                                                    |  |  |  |  |  |  |  |  |  |  |  |  |  |  |  |
|  | 15. Victòria Lluïsa de Prússia                                     |  |  |  |  |  |  |  |  |  |  |  |  |  |  |  |
|  |                                                                    |  |  |  |  |  |  |  |  |  |  |  |  |  |  |  |
|  |                                                                    |  |  |  |  |  |  |  |  |  |  |  |  |  |  |  |
|  | 31. Augusta Victòria de Schleswig-Holstein-Sondenburg-Augustenburg |  |  |  |  |  |  |  |  |  |  |  |  |  |  |  |
|  |                                                                    |  |  |  |  |  |  |  |  |  |  |  |  |  |  |  |
|  |                                                                    |  |  |  |  |  |  |  |  |  |  |  |  |  |  |  |

## Descendència
Fruit del matrimoni amb Letizia Ortiz Rocasolano van néixer dues filles:
- Elionor de Borbó i Ortiz, princesa d'Astúries, nascuda a Madrid el 31 d'octubre de 2005.
- Sofia de Borbó i Ortiz, infanta d'Espanya, nascuda a Madrid el 29 d'abril de 2007.